# 電場

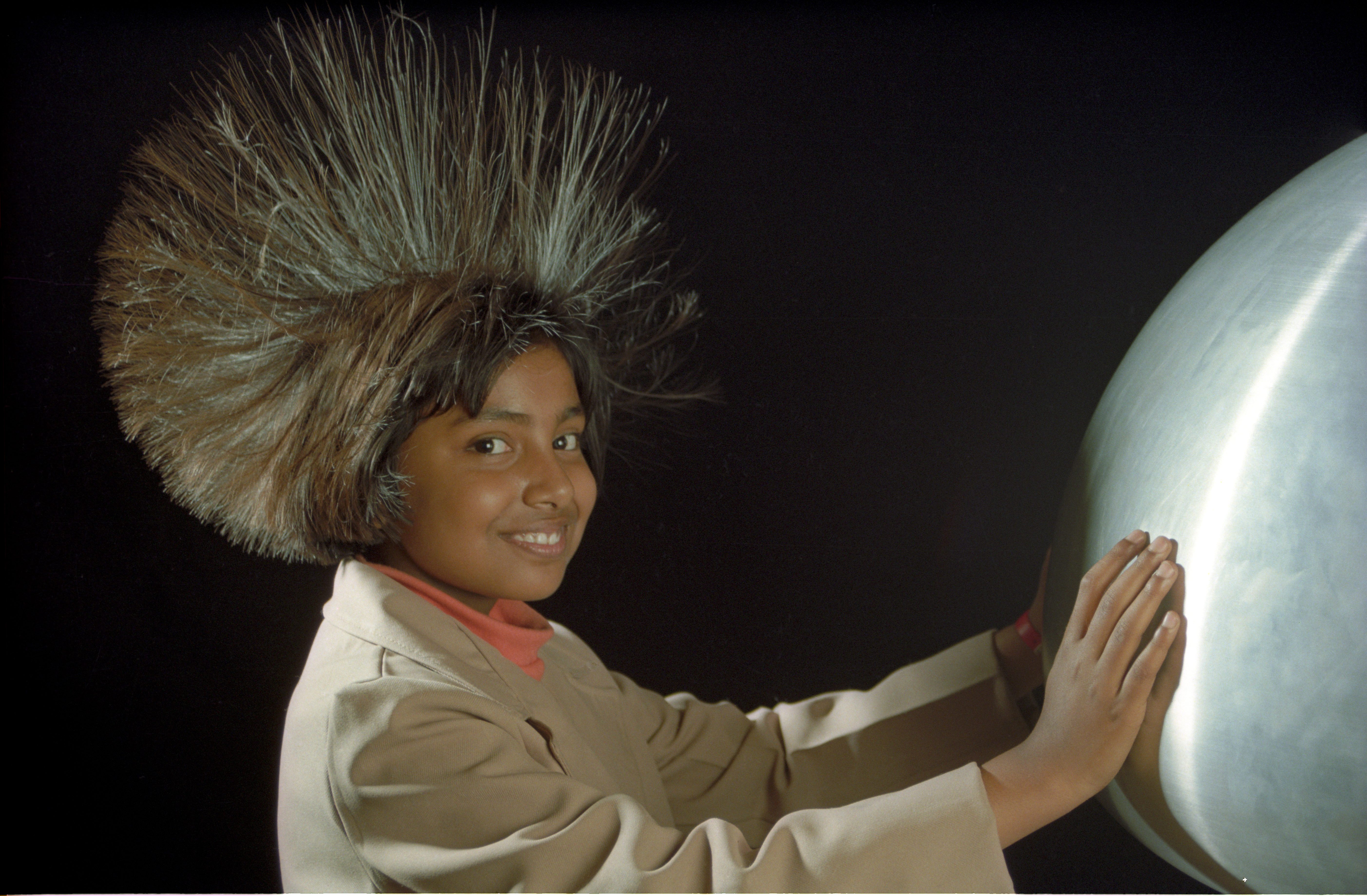
電場の効果によって髪の毛が逆立っている少女。彼女が触れているのはヴァンデグラフ起電機である。

電場（でんば）または電界（でんかい、英: electric field）とは、電荷に力を及ぼす空間の性質の一つである。空間上のある地点 {\displaystyle A} に帯電体を置いて、帯電体がその空間から静電気力を受けたとき、地点 {\displaystyle A} には「電場が生じている」という。なお帯電体が、自分自身が作り出す電場から静電気力を受けることは無い。
電場は、 {\displaystyle {\boldsymbol {E}}} の文字を使って表されることが多い。電荷と力の比の値であり単位は[N/C]など。理学系では電場、工学系では電界ということが多い。また、電束密度と明確に区別するために電場の強さともいう。時間によって変化しない電場を静電場（せいでんば）または静電界（せいでんかい）とよぶ。
電界強度は電位の勾配に相当し、単位を[V/m]とすることもある。電界強度分布を長さで積分すると電位差｜電圧が得られる。例えばアンテナの実効長と平均電界強度との積はアンテナの誘起電圧となる。

## 定義
空間（自由電子が存在しない空間。絶縁空間）のある点に、正の単位電荷量をもつ電荷（それを試験電荷という）を静止させて置いたとき、その電荷に生じるであろう電磁気的な力を、その点における電場と定義する。
電磁気的な力は電荷量に比例することが実験により知られている。したがって、位置 {\displaystyle {\boldsymbol {r}}} に於いて電荷 {\displaystyle q} の電荷に働く力を {\displaystyle {\boldsymbol {F}}} とすると定義により以下の式が成り立つ。
{\displaystyle {\boldsymbol {F}}=q{\boldsymbol {E}}({\boldsymbol {r}})}
なお、電磁ポテンシャルを用いて以下のように表される。
{\displaystyle {\boldsymbol {E}}=-\operatorname {grad} \phi -{\frac {\partial {\boldsymbol {A}}}{\partial t}}}
（ {\displaystyle \phi } : スカラーポテンシャル、 {\displaystyle {\boldsymbol {A}}} : ベクトルポテンシャル）
電場の定義に用いる試験電荷は, 周囲の電荷を移動させないと考える。巨視的な大きさをもち周囲の誘電体を押しのけるような荷電物体が受ける力は、誘電体内の電場ではなく電束密度によって決まる。

## 電場の満たす方程式

### クーロンの法則
空間上の位置 {\displaystyle {\boldsymbol {r}}_{0}} に電荷 {\displaystyle Q} を置く。さらに位置 {\displaystyle {\boldsymbol {r}}} に電荷 {\displaystyle q} を置く。電荷が静止している場合に、電荷 {\displaystyle q} が電荷 {\displaystyle Q} から受ける力は、
{\displaystyle {\boldsymbol {F}}={\frac {qQ}{4\pi \varepsilon _{0}}}{\frac {{\boldsymbol {r}}-{\boldsymbol {r}}_{0}}{|{\boldsymbol {r}}-{\boldsymbol {r}}_{0}|^{3}}}}
となる。これをクーロンの法則という。ここで、 {\displaystyle \varepsilon _{0}} は真空の誘電率である。これに電場の定義をあわせて考えると、
{\displaystyle {\boldsymbol {E}}({\boldsymbol {r}})={\frac {Q}{4\pi \varepsilon _{0}}}{\frac {{\boldsymbol {r}}-{\boldsymbol {r}}_{0}}{|{\boldsymbol {r}}-{\boldsymbol {r}}_{0}|^{3}}}}
となる。これは、電荷 {\displaystyle Q} が作る静電場である。

### マクスウェル方程式
電場はベクトル場であり、場の発散と場の回転に分解できる。
電束密度の発散は電荷密度 {\displaystyle \rho } に等しい。
{\displaystyle \operatorname {div} {\boldsymbol {D}}=\rho }
これはマクスウェル方程式の一つであるガウスの法則である。
電場 {\displaystyle {\boldsymbol {E}}} の回転は磁場 {\displaystyle {\boldsymbol {B}}} の変動に相当する。
{\displaystyle \operatorname {rot} {\boldsymbol {E}}=-{\frac {\partial {\boldsymbol {B}}}{\partial t}}}
これはマクスウェル方程式の一つであるファラデーの法則である。

## 伝播速度と電場と磁場との関係
特殊相対論に従い、電場の伝播速度は光速 c とされる。
また、点状のソース（電荷）が発する電場は静止時は同心円状に広がるが、ソースが運動するときはその移動速度に応じて同心円状からずれた、歪んだ分布の電場となる。
これらの影響を正確に計算するためには本項のクーロン則や、静電ポテンシャルによる記述では不十分であり、リエナール・ヴィーヘルト・ポテンシャルを導入する必要がある。

## 電場のエネルギー
原点中心で球殻に電荷qを持つ半径r0の微小球と、中心から無限遠まで延びる円錐を仮定し、この円錐を半径 {\displaystyle r} の球面で切断した面積を {\displaystyle S(r)} とする。微小球と円錐が交わる微小面の面積を {\displaystyle S_{0}} 、微小球の電荷面密度を {\displaystyle \sigma } とすると、ガウスの法則より、
{\displaystyle \varepsilon E(r)S(r)=\sigma S_{0}=\mathrm {constant} }
である。ここで、この微小面上の電荷 {\displaystyle \sigma S_{0}} を無限遠からこの微小球上に運ぶのに要する仕事は {\displaystyle -\sigma S_{0}\int _{r_{0}}^{\infty }E(r)\mathrm {d} r} であるが、先の結果より、
{\displaystyle -\sigma S_{0}\int _{r_{0}}^{\infty }E(r)\mathrm {d} r=-\int _{r_{0}}^{\infty }\varepsilon \{E(r)\}^{2}S(r)\mathrm {d} r=-\int \varepsilon \{E(r)\}^{2}\mathrm {d} V}
である。これを全球面上で積分すれば、微小球上の電荷qを無限遠から微小球までに運ぶのに要する仕事、つまりこの微小球上の電荷によって生じるポテンシャル
{\displaystyle U=\int \varepsilon E^{2}\mathrm {d} V}
を求めることができる。 {\displaystyle u=\varepsilon E^{2}} とおくと、
{\displaystyle U=\int u\mathrm {d} v}
なので、これは電荷によって生じた電場が、 {\displaystyle u=\varepsilon E^{2}} のエネルギー密度でエネルギーを蓄えていると解釈できる。これは実際に、蓄電したキャパシタの二枚の導体間の体積と、キャパシタに蓄えられたエネルギーを比較することで検証することができる。